# موراي جي. روس
موراي جي. روس هو أستاذ جامعي كندي، ولد في 12 أبريل 1910 في سيدني ‏ في كندا، وتوفي في 20 يوليو 2000.